# A western harvest field by moonlight
A Western Harvest Field by Moonlight 10" vinyl av Beck som släpptes 1994 på Fingerpaint Records. Minialbumet innehåller några akustiska nummer av Beck samt annat han gjort innan Mellow Gold släpptes. Skivan har tryckts 4 gånger (1994 i 3000 exemplar, 1995 i 2000 exemplar, 1997 i 1000 exemplar och 1998 i 1000 exemplar). Alla upplagor har en felstavning på sidan av konvolutet, A western harvest moon by moonlight. 
Med den första upplagan medföljdes varje skiva av en handgjord fingermålning gjord av Beck och hans vänner vid releasepartyt. Dessa är oftast inga artistiska mästerverk utan mer små pappersbitar med några fingeravtryck. Undantag finns dock och vissa fingermålningar föreställer till exempel personer eller har text skrivna på sig. Sista spåret på skivan, Styrofoam Chicken (Quality Time) är en ändlös loop. För att få stopp på låten måste man gå fram till skivspelaren och flytta nålen på egen hand.

## Låtlista
BIC SIDE
1. "Totally Confused" – 3:23
2. "Mayonaise Salad" – 1:08
3. "Gettin' Home" – 1:56
4. "Blackfire Choked Our Death" – 1:46
5. "Feel Like a Piece of Shit (Mind Control)" – 1:27
6. "She Is All (Gimme Something to Eat)" – 1:15

BEEK SIDE
1. "Pinefresh" – 1:23
2. "Lampshade" – 4:04
3. "Feel Like a Piece of Shit (Crossover Potential)" – 1:34
4. "Mango (Vader Rocks!)" – 2:49
5. "Feel Like a Piece of Shit (Cheetoes Time)" – 0:58
6. "Styrofoam Chicken (Quality Time)" - 0:1